# Paul Brumfitt
Paul Brumfitt (født 1956) er en engelsk seriemorder, som var 23 år gammel, da han i juli 1979 myrdede og bestjal den 43-årige bybuschauffør Teddy Laustrup i dennes villa i Esbjerg-bydelen Sædding. Før han kom til Esbjerg angreb han en gravid kvinde og tævede den 59-årige butiksindehaver og skrædder Sidney Samuel fra Tilbury i Essex ihjel.
Brumfitt idømtes i juli 1980 ved Birmingham Crown Court tredobbelt livsvarigt fængsel, men prøveløsladtes november 1994 og fik arbejde som gartner i Birmingham-området.
Den 7. februar 1999 dræbte Brumfitt den 19-årige prostituerede Marcella Ann Davis fra Wolverhampton i sit hjem i Woodsetton ved Dudley, hvorefter han parterede og brændte liget. Han arresteredes 5. marts 1999 og blev 22. juli 2000 kendt skyldig i mordet og for at true en fra prostitutionsmiljøet med en kniv og idømtes på ny livsvarigt fængsel.

## Eksterne links
- Freed killer murders again - BBC 21. juli 2000
- Convicted murderer killed again after release - The Independent 22. juli 2000
- Paul Brumfitt, July 2000, Birmingham Crown Court (tegning)
- Trust me, I'm a psychopath - The Daily Telegraph 30. november 2003

- The Encyclopedia of Serial Killers, af Michael Newton (2006). ISBN 978-0-8160-6987-3
- Marcella Ann Davis - Serial Killers: Hunting Britons and Their Victims, 1960 to 2006, af David Wilson (2007). ISBN 978-1-906534-41-7
- Marcella Ann Davis - A History of British Serial Killing, af David Wilson (2008). ISBN 978-0-7481-1172-5
- Violence Sex Work in Britain, af Hilary Kinnell (2013). ISBN 978-1-134-02443-8

- The Brumfitt Scandal - thefreelibrary.com